# توني لين واشنطن
توني لين واشنطن (بالإنجليزية: Toni Lynn Washington)‏ هي مغنية أمريكية، ولدت في 6 ديسمبر 1937 في ساوثرين بينيس في الولايات المتحدة.

## وصلات خارجية
- الموقع الرسمي
- توني لين واشنطن على موقع IMDb (الإنجليزية)
- توني لين واشنطن على موقع ميوزك برينز (الإنجليزية)
- توني لين واشنطن على موقع ديسكوغز (الإنجليزية)